# نبع الشوح
نبع الشوح، نبع يقع في سفح جبال القموعة في منطقة عكار اللبنانية. وهو أحد منابع نهر أسطون.